# Schweizer Cup (Fussball, Männer) 1971/72
Der 47. Schweizer Cup wurde vom 5. September 1971 bis zum 22. Mai 1972 ausgetragen. Sieger war der Verein FC Zürich.

## Der Modus
Es wurde im K.-o.-System gespielt. Im Fall eines Gleichstandes zum Ende der Verlängerung wurde das Spiel auf dem Platz der Gastmannschaft wiederholt. Das Finalspiel fand in Bern statt.

## 1/16-Finals
In den 1/16-Finals spielten erstmals die Mannschaften der Nationalliga A mit:
| Datum             |                    | Ergebnis  |                         |
| ----------------- | ------------------ | --------- | ----------------------- |
| 24.10.1971, 14:30 | FC Biel-Bienne     | 3:1 n. V. | Vevey-Sports            |
|                   | FC Basel           | 3:1       | FC Monthey              |
|                   | FC Chur            | 1:3 n. V. | FC Aarau                |
|                   | FC Fontainemelon   | 0:3       | FC Lausanne-Sport       |
|                   | FC Lugano          | 3:1       | FC Wettingen            |
|                   | FC Luzern          | 5:1       | SC Kriens               |
|                   | FC Fontainemelon   | 0:3       | FC Lausanne-Sport       |
|                   | FC Martigny-Sports | 0:4       | FC Sion                 |
|                   | FC Mendrisiostar   | 1:3 n. V. | FC Grenchen             |
|                   | Neuchâtel Xamax    | 1:2       | FC La Chaux-de-Fonds    |
|                   | FC St. Gallen      | 3:0       | FC Rorschach            |
|                   | Servette FC        | 3:1       | CS Chênois              |
|                   | FC Winterthur      | 1:2       | FC Brühl St. Gallen     |
|                   | BSC Young Boys     | 10:0      | Étoile Carouge          |
|                   | FC Zürich          | 5:2       | AC Bellinzona           |
|                   | FC Chiasso         | 1:1 n. V. | Grasshopper Club Zürich |
|                   | FC Fribourg        | 1:1 n. V. | FC Thun                 |

Wiederholungsspiel
| Datum             |                         | Ergebnis |             |
| ----------------- | ----------------------- | -------- | ----------- |
| 27.10.1971, 14:30 | Grasshopper Club Zürich | 2:0      | FC Chiasso  |
| 03.11.1971, 14:30 | FC Thun                 | 2:3      | FC Fribourg |

## Achtelfinals
| Datum             |                      | Ergebnis  |                         |
| ----------------- | -------------------- | --------- | ----------------------- |
| 20.11.1971, 14:30 | FC La Chaux-de-Fonds | 0:3       | FC Basel                |
| 12.12.1971, 14:30 | FC Brühl St. Gallen  | 0:2       | FC Zürich               |
|                   | FC Fribourg          | 3:0       | FC Aarau                |
|                   | FC Lausanne-Sport    | 1:2       | Grasshopper Club Zürich |
|                   | FC St. Gallen        | 5:0       | FC Lugano               |
|                   | Servette FC          | 1:0       | FC Luzern               |
|                   | FC Grenchen          | 1:1 n. V. | BSC Young Boys          |

Wiederholungsspiel
| Datum             |                | Ergebnis |             |
| ----------------- | -------------- | -------- | ----------- |
| 02.12.1970, 14:30 | BSC Young Boys | 1:0      | FC Grenchen |

## Viertelfinals
| Datum             |                         | Ergebnis  |                |
| ----------------- | ----------------------- | --------- | -------------- |
| 12.03.1972, 14:30 | Servette FC             | 0:1 n. V. | BSC Young Boys |
|                   | FC Zürich               | 2:1       | FC Fribourg    |
|                   | FC Biel-Bienne          | 0:0 n. V. | FC St. Gallen  |
|                   | Grasshopper Club Zürich | 1:1 n. V. | FC Basel       |

Wiederholungsspiel
| Datum             |               | Ergebnis |                         |
| ----------------- | ------------- | -------- | ----------------------- |
| 15.03.1972, 14:30 | FC Basel      | 3:2      | Grasshopper Club Zürich |
|                   | FC St. Gallen | 1:0      | FC Biel-Bienne          |

## Halbfinals
| Datum             |                | Ergebnis |           |
| ----------------- | -------------- | -------- | --------- |
| 03.04.1972, 14:30 | FC St. Gallen  | 2:3      | FC Zürich |
|                   | BSC Young Boys | 0:2      | FC Basel  |

## Final
Das Finalspiel fand am 22. Mai 1972 im Stadion Wankdorf in Bern statt.
| Paarung        | FC Zürich – FC Basel |
| Ergebnis       | 1:0 (1:0) |
| Datum          | 22. Mai 1972 um 15:00 Uhr |
| Stadion        | Stadion Wankdorf, Bern |
| Zuschauer      | 45.000 |
| Schiedsrichter | Rudolf Scheurer (Bettlach) |
| Tore           | 1:0 Jeandupeux (44.) |
| FC Zürich      | Grob, Heer, Stierli, Münch, Bionda, Kuhn, Grünig (70. Foschini), Martinelli, Künzli, Konietzka, Jeandupeux Cheftrainer: Timo Konietzka            |
| FC Basel       | Kunz, Rahmen, Mundschin, Ramseier, Siegenthaler, Demarmels (78. Riner), Balmer, Odermatt, Blättler, Hasler, Hitzfeld Cheftrainer: Helmut Benthaus |